# Västra Klagstorp
Västra Klagstorp är en tidigare tätort på Söderslätt i Malmö kommun och kyrkby i Västra Klagstorps socken i Skåne. Byn ligger cirka 2 km söder om tätorten Malmö, strax norr om Tygelsjö och väster om E6:an. Västra Klagstorp är också ett delområde inom stadsområdet Väster i Malmö stad. Vid 2015 års tätortsavgränsning hade bebyggelsen vuxit samman med Tygelsjös tätort.
"Falsterbobanan" gick strax väster om orten fram till 1971 då järnvägen lades ned.

## Befolkningsutveckling
| Befolkningsutvecklingen i Västra Klagstorp 1960–2010                                                            | Befolkningsutvecklingen i Västra Klagstorp 1960–2010 | Befolkningsutvecklingen i Västra Klagstorp 1960–2010 | Befolkningsutvecklingen i Västra Klagstorp 1960–2010 | Befolkningsutvecklingen i Västra Klagstorp 1960–2010 |
| --- | ---------------------------------------------------- | ---------------------------------------------------- | ---------------------------------------------------- | ---------------------------------------------------- |
| |                                                      |                                                      |                                                      |                                                      |
| År |                                                      |                                                      | Folkmängd                                            | Areal (ha)                                           |
| 1960 | 1960                                                 |                                                      | 190                                                  | ¤                                                    |
| 1990 | 1990                                                 |                                                      | 121                                                  | 12#                                                  |
| 1995 | 1995                                                 |                                                      | 161                                                  | 21#                                                  |
| 2000 | 2000                                                 |                                                      | 173                                                  | 22#                                                  |
| 2005 | 2005                                                 |                                                      | 266                                                  | 28                                                   |
| 2010 | 2010                                                 |                                                      | 279                                                  | 27                                                   |
| Anm.: Ny tätort 2005. Sammanvuxen med Tygelsjö 2015. ¤ Som tätortsbebyggelse med 150-199 invånare # Som småort. |                                                      |                                                      |                                                      |                                                      |

## Samhället
Västra Klagstorps kyrka, som ligger ganska centralt i byn, byggdes på 1880-talet. Förutom tornet som bevarades från den gamla 1100-talskyrkan.

## Idrott
Västra Klagstorps fotbollslag heter Valby/Västra Klagstorps BK "VVK BK" och spelar i Division 7 Skåne sydvästra. Laget spelar dock sina hemmamatcher i Kroksbäck.